# Amjad Khan
Amjad Khan (Mumbai, 12 novembre 1940 – Mumbai, 27 luglio 1992) è stato un attore e regista indiano.

## Filmografia
Attore (lista parziale)

- Ab Dilli Dur Nahin, regia di Amar Kumar (1957)
- Hindustan Ki Kasam, regia di Chetan Anand (1973)
- Sholay, regia di Ramesh Sippy (1975)
- Inkaar, regia di Raj N. Sippy (1977)
- I giocatori di scacchi (Shatranj Ke Khilari), regia di Satyajit Ray (1977)
- Hum Kisise Kum Naheen, regia di Nasir Hussain (1977)
- Des Pardes, regia di Dev Anand (1978)
- Ganga Ki Saugandh, regia di Sultan Ahmed (1978)
- Meera, regia di Gulzar (1979)
- Dada, regia di Jugal Kishore (1979)
- Chambal Ki Kasam, regia di Ram Maheshwari (1980)
- Qurbani, regia di Feroz Khan (1980)
- Naseeb, regia di Manmohan Desai (1981)
- Love Story, regia di Rahul Rawail (1981)
- Laawaris, regia di Prakash Mehra (1981)
- Yaarana, regia di Raakesh Kumar (1981)
- Rocky, regia di Sunil Dutt (1981)
- Satte Pe Satta, regia di Raj N. Sippy (1982)
- Nastik, regia di Pramod Chakravorty (1983)
- Chor Police (1983) - anche regista
- Utsav, regia di Girish Karnad (1984)
- Maa Kasam, regia di Shibu Mitra (1985)
- Love and God, regia di K. Asif (1986)
- Chameli Ki Shaadi, regia di Basu Chatterjee (1986)
- The Perfect Murder, regia di Zafar Hai (1988)
- Ramgarh Ke Sholay, regia di Ajit Diwani (1991)

Regista
- Adhura Aadmi (1982)
- Chor Police (1983)
- Ameer Aadmi Gharib Aadmi (1985)
- Abhi To Main Jawaan Hoon (1989)

## Premi
- Filmfare Awards
  - 1980: "Best Supporting Actor" (Dada)
  - 1982: "Best Supporting Actor" (Yaarana)
  - 1986: "Best Comic Actor" (Maa Kasam)
- BFJA Awards
  - 1976: "Best Actor in Supporting Role" (Sholay)